# O vară foarte instabilă
O vară foarte instabilă este un film românesc din 2013 regizat de Anca Damian. Rolurile principale au fost interpretate de actorii Jamie Sives, Ana Ularu.

## Distribuție
Distribuția filmului este alcătuită din:
- Ana Ularu — Maria
- Kim Bodnia — Alex
- Teodor Corban — Șeful
- Jamie Sives — Daniel
- Diana Cavallioti — Irina

## Primire
Filmul a fost vizionat de 2.641 de spectatori în cinematografele din România, după cum atestă o situație a numărului de spectatori înregistrat de filmele românești de la data premierei și până la data de 31 decembrie 2014 alcătuită de Centrul Național al Cinematografiei.